# Biłgoraj (gmina w guberni lubelskiej)
Biłgoraj  (rus. Biełgoraj; od 1874 Puszcza Solska) – dawna gmina wiejska istniejąca w XIX wieku w guberni lubelskiej. Siedzibą władz gminy był Biłgoraj, który nie wchodził w jej skład, tworząc odrębną gminę miejską.
Za Królestwa Polskiego gmina Biłgoraj należała do powiatu bi(e)łgorajskiego w guberni lubelskiej.
Gmina została zniesiona w 1874 roku przez przemianowanie na  gmina Puszcza Solska.
Obecna gmina Biłgoraj jest nowym tworem (od 1973) o zupełnie innych granicach.